# Corsoncus trochanteratus
Corsoncus trochanteratus là một loài tò vò trong họ Ichneumonidae.